# Buysesmolen
Le Buysesmolen est un moulin sur pivot à Saint-Antelinkx (Herzele) en Belgique. C'est un moulin à farine qui se dresse sur un site où se sont succédé des moulins à vent depuis le XIIIe siècle. Le moulin a longtemps appartenu à l'abbaye Norbertine de Ninove. Pendant l'occupation française (aliénation des biens nationaux), il passa aux mains de particuliers, et en 1839, il devint la propriété de la famille Buyse, qui vendit le Buysesmolen à l'État belge en 1975. Le moulin est classé monument historique en 1944 et depuis les années 1960, il est prévu de restaurer le moulin à pivot, aujourd'hui fortement délabré. 
À l'été 1976, le Buysesmolen s'est effondré. Les pièces du moulin ont été stockées et le pivot est demeuré en place. Ce n'est qu'en 2003 qu'un contrat de location a été conclu entre le propriétaire, la Région flamande et la municipalité. En 2007-2008, le Buysesmolen a été restauré et le 15 août 2009, le moulin a été officiellement inauguré. 
Le Buysesmolen a deux meules . Il y avait autrefois une troisième plus petite dans le "buik". 
La municipalité d'Herzele a nommé des meuniers volontaires qui meulent régulièrement le grain. 

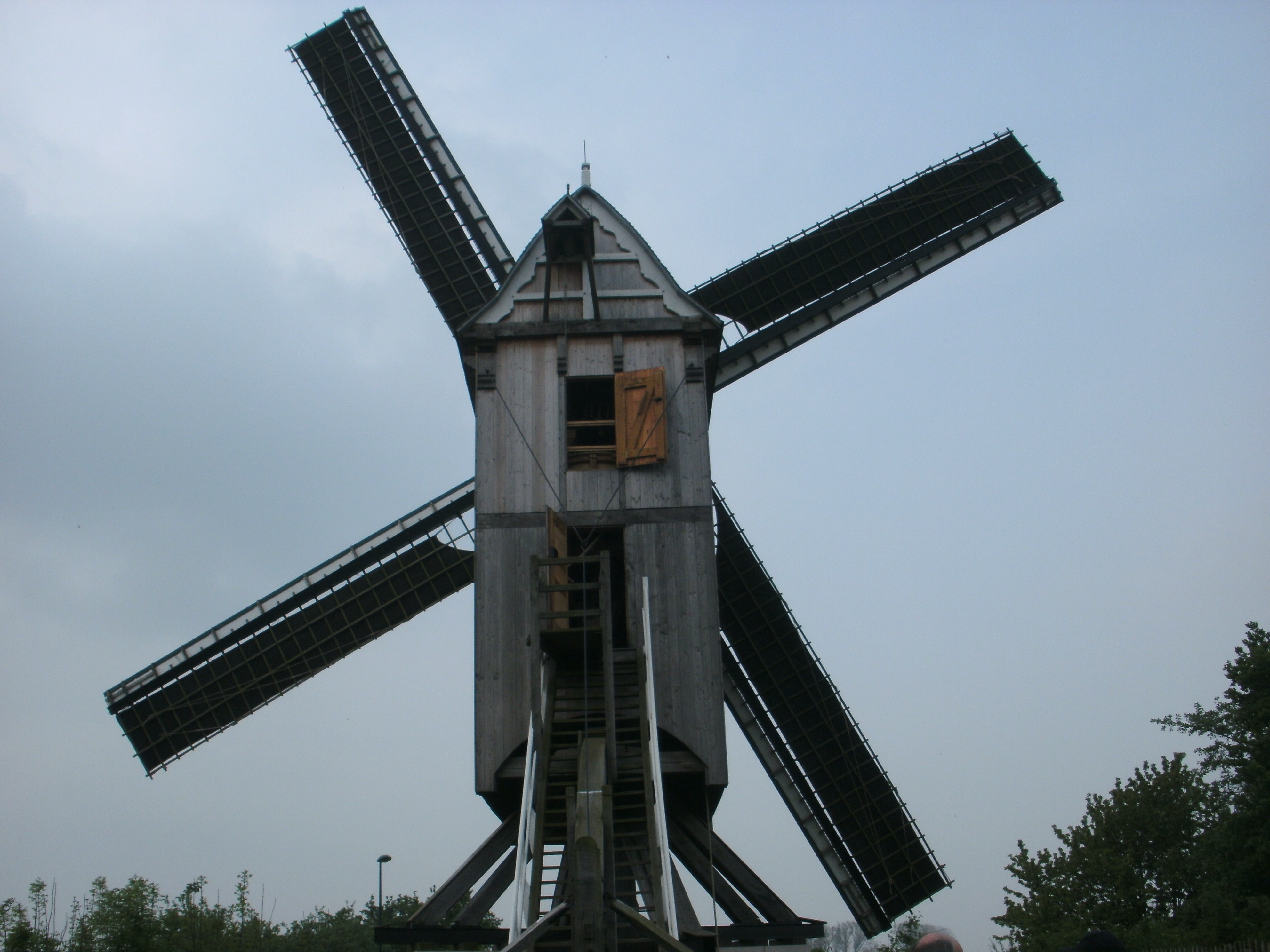
L'arrière du Buysesmolen
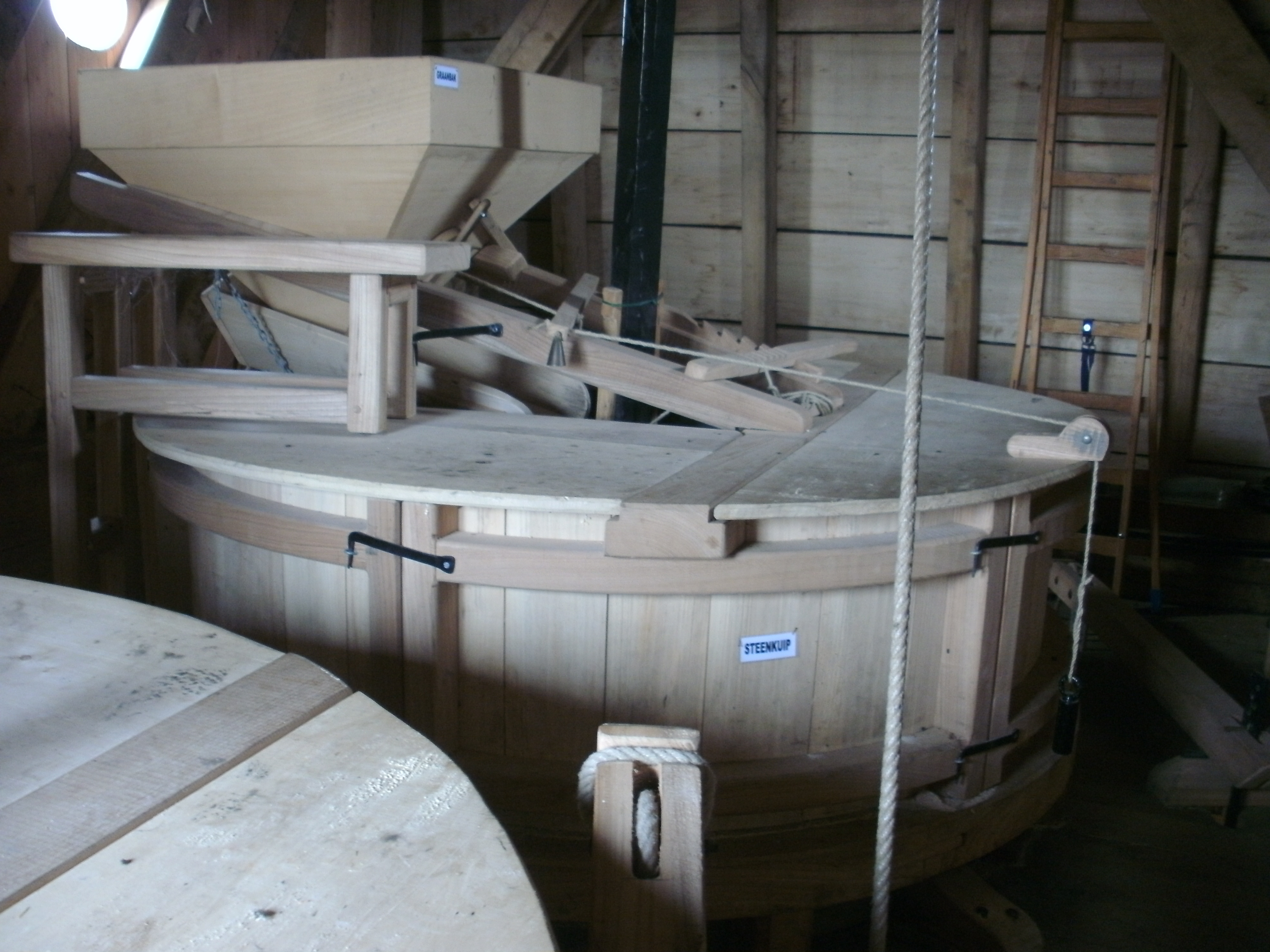
Meule
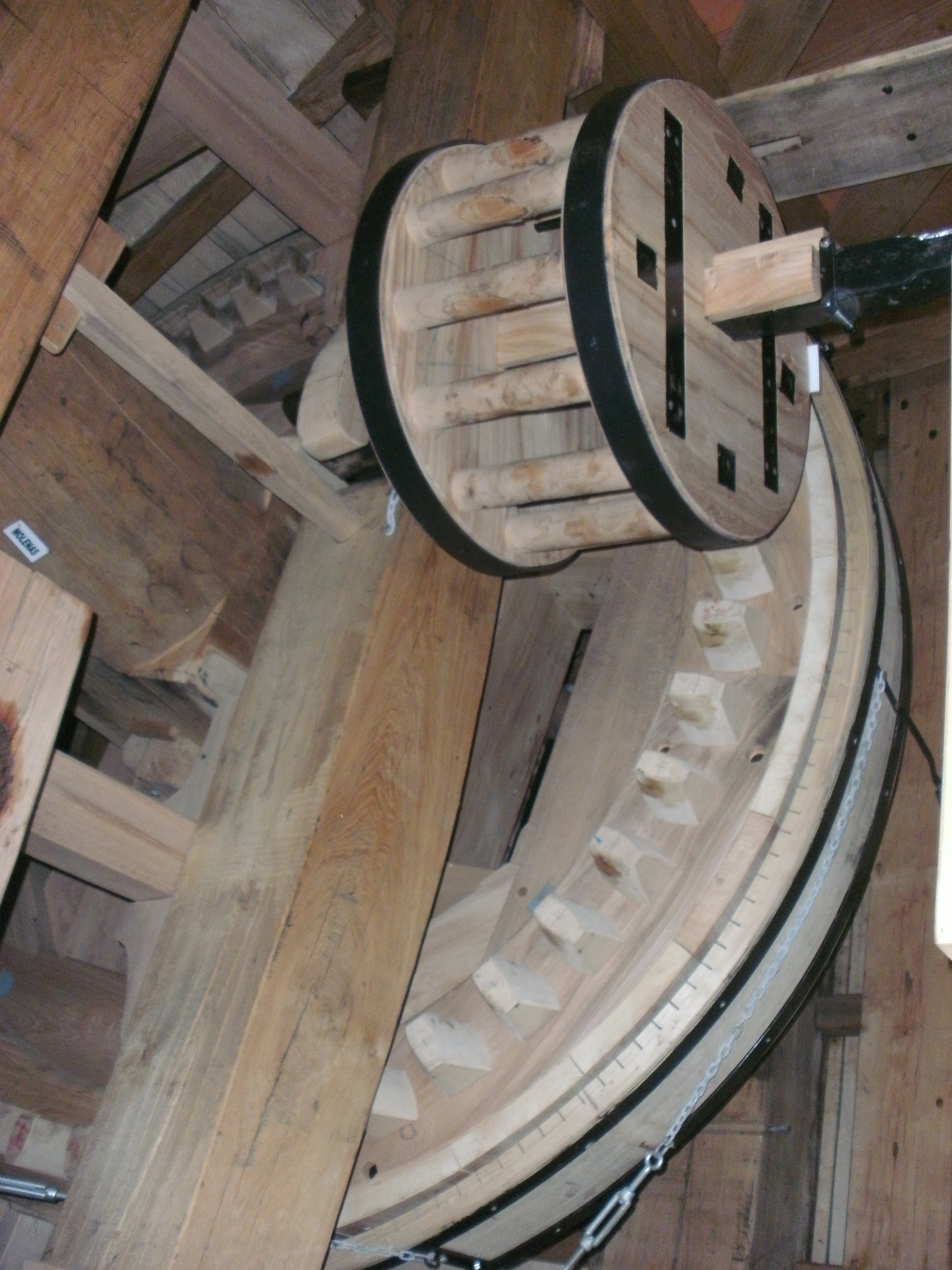
Détail
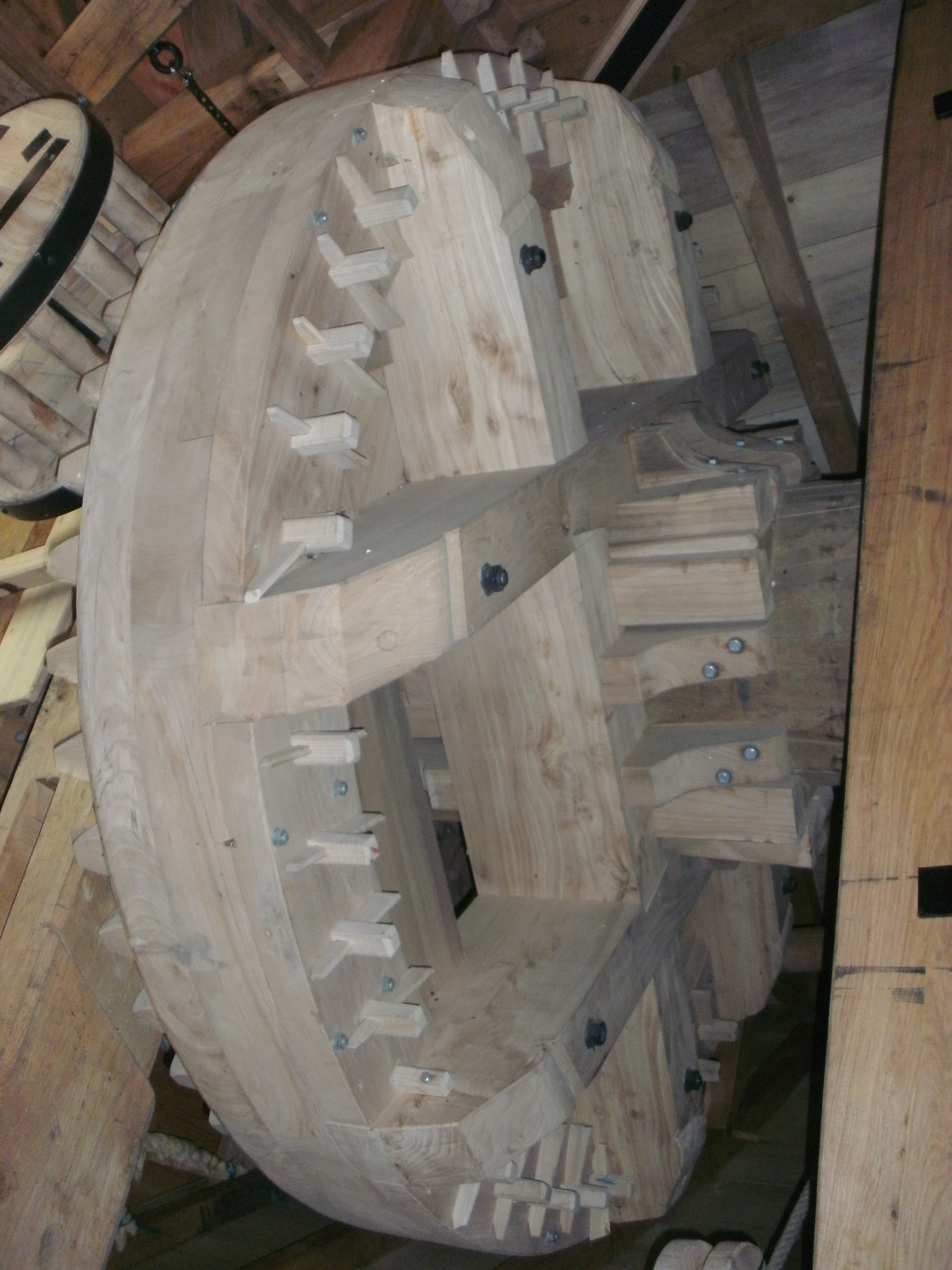
Détail